# بيرتا فاسكيز
بيرتا فاسكيز هي ممثلة أوكرانية إسبانية ولدت في 28 مارس 1992.